# Марапе, Джеймс
Джеймс Марапе (англ. James Marape; род. 24 апреля 1971, Тари, Хела) — государственный и политический деятель Папуа — Новой Гвинеи. В июле 2007 года стал членом Национального парламента Папуа-Новой Гвинеи, представляя округ Тари-Пори провинции Хела. 30 мая 2019 года стал восьмым премьер-министром Папуа — Новой Гвинеи.

## Биография
Джеймс Марапе относится к народу хули, одного из крупнейших племен и этнических групп страны. Отец Марапе был пастором Церкви адвентистов седьмого дня, и Джеймс Марапе также разделяет эту веру. Джеймс Марапе посещал начальную школу Миндж и среднюю школу адвентистов Кабюфы в высокогорье Папуа — Новой Гвинеи. В 1993 году получил степень бакалавра гуманитарных наук в Университете Папуа — Новой Гвинеи, а в 2000 году получи степень магистра наук в защите окружающей среды. С 2001 по 2006 год исполнял обязанности помощника министра политики в Департаменте управления персоналом. Марапе женат на Рэйчел Марапе, которая родом из провинции Ист-Сепик. У пары шестеро детей.
В 2002 году Джеймс Марапе впервые попробовал избраться в Национальный парламент в округе Тари-Пори от Партии народного прогресса, но голосование в провинции Саутерн-Хайлендс было отменено из-за широко распространенных случаев насилия. В 2003 году вновь участвовал в выборах, но проиграл действующему депутату Тому Томиапе. Джеймс Марапе не согласился с проигрышем и оспорил результаты выборов в судебном порядке, но проиграл дело, а последующая апелляция была отклонена.
В 2007 году снова принял участие в выборах в качестве кандидата от партии Национальный альянс и одержал победу над Томом Томиапе. Впоследствии стал парламентским секретарем по рабочим делам, транспорту и гражданской авиации при премьер-министре Майкле Сомаре. Также работал заместителем председателя комитета по привилегиям и членом парламентского реферального комитета по межправительственным отношениям. С 16 декабря 2008 по 2 августа 2011 года был министром образования. В феврале 2012 года покинул Партию национального альянса и присоединился к Народному национальному конгрессу.
Он был переизбран на выборах 2012 года в округе Тари-Пори. Затем был назначен министром финансов в правительстве Питера О’Нила. В 2017 году вновь был переизбран на выборах, представляя Народный национальный конгресс. 11 апреля 2019 года подал в отставку с должности министра финансов, но остался членом Народного национального конгресса и правительства. Однако, 9 апреля 2019 года Джеймс Марапе вышел из партии, а Сэм Бэсил был назначен министром финансов 18 апреля 2019 года. В мае 2019 года был назван в качестве потенциального кандидата для замены Питера О’Нила в качестве премьер-министра. Питер О’Нил подал в отставку 29 мая 2019 года, а Джеймс Марапе был избран премьер-министром 30 мая 2019 года и был приведён к присяге позднее в тот же день.